# Diphasia
Diphasia is een geslacht van hydroïdpoliepen (Hydrozoa) in de familie Sertulariidae. Het geslacht werd voor het eerst wetenschappelijk beschreven door Louis Agassiz in 1862.

## Soorten
Het geslacht bevat de volgende soorten:
- Diphasia africana Gil & Ramil, 2017
- Diphasia alata (Hincks, 1855)
- Diphasia alternata Galea, 2019
- Diphasia anaramosae Gil & Ramil, 2017
- Diphasia attenuata (Hincks, 1866)
- Diphasia bipinnata Allman, 1885 (taxon inquirendum)
- Diphasia cauloatheca Billard, 1920
- Diphasia corniculata (Murray, 1860)
- Diphasia cristata Billard, 1920
- Diphasia delagei Billard, 1912
- Diphasia densa (Stechow, 1923)
- Diphasia digitalis (Busk, 1852)
- Diphasia dubia Hargitt, 1927
- Diphasia fallax (Johnston, 1847)
- Diphasia heurteli Billard, 1924
- Diphasia inornata Nutting, 1927
- Diphasia leonisae Gil & Ramil, 2017
- Diphasia margareta (Hassall, 1841)
- Diphasia minuta Billard, 1920
- Diphasia mutulata (Busk, 1852)
- Diphasia nigra (Pallas, 1766)
- Diphasia nuttingi Stechow, 1913
- Diphasia orientalis Billard, 1920
- Diphasia paarmani Nutting, 1904
- Diphasia palmata Nutting, 1905
- Diphasia rosacea (Linnaeus, 1758)
- Diphasia saharica Gil & Ramil, 2017
- Diphasia scalariformis Kirkpatrick, 1890
- Diphasia subcarinata (Busk, 1852)
- Diphasia tetraglochina Billard, 1907
- Diphasia thornelyi Ritchie, 1909
- Diphasia tropica Nutting, 1904
- Diphasia varians Jarvis, 1922

Niet geaccepteerde soorten:
- Diphasia alternitheca Kudelin, 1914 → Abietinaria alternitheca (Kudelin, 1914)
- Diphasia crassa Fraser, 1942 → Synthecium crassum (Fraser, 1942)
- Diphasia derbeki Kudelin, 1913 → Abietinaria derbeki (Kudelin, 1913)
- Diphasia elegans G. Sars, 1874 → Diphasia margareta (Hassall, 1841)
- Diphasia fusca (Johnston, 1847) → Abietinaria fusca (Johnston, 1847)
- Diphasia kincaidi Nutting, 1901 → Abietinaria kincaidi (Nutting, 1901)
- Diphasia mirabilis Verill, 1873 → Pericladium mirabilis (Verrill, 1873)
- Diphasia pinaster sensu Hincks, 1868 → Diphasia margareta (Hassall, 1841)
- Diphasia pinastrum (Cuvier, 1830) → Diphasia margareta (Hassall, 1841)
- Diphasia pulchra Nutting, 1904 → Abietinaria pulchra (Nutting, 1904)
- Diphasia smirnowi Kudelin, 1914 → Abietinaria smirnowi (Kudelin, 1914)
- Diphasia spasskii Fenyuk, 1947 → Papilionella spasskii (Fenyuk, 1947)
- Diphasia wandeli Levinsen, 1893 → Diphasia fallax (Johnston, 1847)